# Tuchořice
Tuchořice település Csehországban, Lounyi járásban. Tuchořice Kounov, Liběšice, Pnětluky, Lipno, Deštnice és Hřivice településekkel határos. Lakosainak száma 705 fő (2024. január 1.).

## Népesség
A település lakosságának változását az alábbi diagram mutatja:
| Lakosok száma | 1687 | 1694 | 1508 | 908  | 764  | 689  | 672  | 674  | 667  | 705  |
|               | 1869 | 1890 | 1921 | 1950 | 1980 | 2001 | 2017 | 2019 | 2022 | 2024 |